# رمی مارتین
رمی مارتین (انگلیسی: Rémy Martin) شرکت نوشیدنی فرانسوی است، که در سال ۱۷۲۴ تأسیس شد.